# Cosmologie observationnelle
La cosmologie observationnelle est une sous-branche de l'astrophysique qui étudie la cosmologie à l'aide d'observations. Elle vise à mesurer les grandeurs physiques liées aux paramètres cosmologiques.
Bien que ses origines remontent aux premières observations du cosmos, la cosmologie observationnelle devient un domaine scientifique spécifique à partir des années 1920. Elle a pour principaux objets d'analyse les frontières observationnelles de l'Univers, de l'infiniment petit jusqu'à l'infiniment grand, ainsi que la structure et la dynamique de ce dernier.
Avec le temps, la cosmologie observationnelle a permis de sélectionner les modèles cosmologiques les plus pertinents et de peaufiner ces derniers pour développer le modèle standard de la cosmologie. De nos jours, le modèle ΛCDM est celui qui s'accorde le mieux avec les résultats de la cosmologie observationnelle.

## Histoire
Bien qu'il y a eu de tout temps des observations du cosmos, l'expression « cosmologie observationnelle » commence à être utilisée systématiquement à la fin des années 1920, au moment où Edwin Hubble communique ses découvertes sur la taille, la structure et la dynamique de l'Univers,. Effectués entre 1923 et 1934, les travaux de Hubble repoussent les frontières du cosmos, alors plus ou moins limitées à notre galaxie, en confirmant l'existence d'autres galaxies. Les observations de l'astronome américain mettent également en évidence un décalage vers le rouge de la plupart des galaxies, décalage proportionnel à leur distance, ce qui mène à la découverte de l'expansion de l'Univers. Enfin, au milieu des années 1930, Hubble montre que la répartition des galaxies est homogène et isotrope, amenant l'une des premières preuves observationnelles du principe cosmologique. La plupart des modèles cosmologiques seront par la suite basés sur des métriques de type Friedmann-Lemaître-Robertson-Walker (FLRW).

### Découverte du fond diffus cosmologique
Une autre avancée majeure en cosmologie observationnelle survient une trentaine d'années plus tard, en 1965, alors qu'Arno Allan Penzias et Robert Woodrow Wilson, chercheurs aux laboratoires Bell, découvrent accidentellement le fond diffus cosmologique (cosmic microwave background, CMB), un rayonnement électromagnétique micro-onde provenant de toutes les directions du ciel. Ce rayonnement est prévu par la théorie du Big Bang depuis la fin des années 1940 et sa découverte convainc la communauté scientifique d'adopter ce modèle cosmologique.

Variation des constantes de couplage des quatre interactions fondamentales de la physique en fonction de l'énergie. Jusqu'ici, seule la transition électro-faible (et) a été observée.

Au cours de la décennie suivante, des chercheurs observent pour la première fois l'effet Sunyaev-Zel'dovich, permettant de mieux détecter les amas de galaxies, ainsi que l'unification électrofaible, qui apporte un soutien expérimental à l'idée d'unification des forces à hautes énergies et que, selon le modèle du Big Bang, l'Univers serait passé par différentes ères marquées par le découplage des interactions fondamentales.
Au tout début des années 1980, l'observation de courbes de rotation des galaxies amène les chercheurs à envisager des modèles cosmologiques possédant de la matière noire. Ils établissent ainsi, notamment, des modèles de matière noire chaude (hot dark matter, HDM), tiède et froide (cold dark matter, CDM). En 1992, l'observation de fluctuations du CMB par COBE amène à favoriser les modèles CDM plutôt que HDM. Au cours de la décennie, plusieurs modèles impliquant de la matière noire froide sont étudiés, dont SCDM, LCDM et OCDM,.

### Champs profonds de Hubble
« Selon moi, les champs profonds de Hubble font partie des images ayant eu jusqu'ici le plus grand impact sur la cosmologie observationnelle. Ces images impressionnantes nous plongent au cœur des profondeurs de l'espace et du temps. Elles ont permis aux astronomes d'apercevoir les premières étapes de la formation des galaxies, il y a plus de 10 milliards d'années. Elles sont l'un des héritages les plus précieux du télescope spatial Hubble. »

— Stefano Cristiani (en), The Hubble Deep Fields
- Champs profonds
- Filaments galactiques
- Bulles de vide

### Découverte de l'accélération de l'expansion de l'Univers
À la fin de la décennie, des expériences sur les supernovas réalisées par deux équipes internationales, le Supernova Cosmology Project, mené par Saul Perlmutter, et la High-Z supernovae search team, menée par Adam Riess confirment que l'expansion de l'Univers s'accélère. Cette constatation amène à favoriser le modèle cosmologique ΛCDM par rapport au SCDM. À partir de 2003, les observations réalisées par WMAP ainsi que celles des relevés des grandes structures de l'Univers établissent le modèle ΛCDM comme étant le meilleur modèle cosmologique,.

## Objets de recherche
La cosmologie observationnelle a pour principaux objets d'analyse les frontières observationnelles de l'Univers ainsi que la structure et la dynamique de ce dernier. Elle s'étend ainsi de l'infiniment petit, avec l'étude des particules élémentaires, jusqu'à l'infiniment grand avec le fond diffus cosmologique. Elle intègre également le recensement et la répartition de la matière dans l'Univers, la dimension de ce dernier et son expansion.

### Espace
- Expansion de l'Univers
  - Accélération de l'expansion de l'Univers
- Vide#Physique
  - Énergie du vide

### Fonds diffus cosmologique

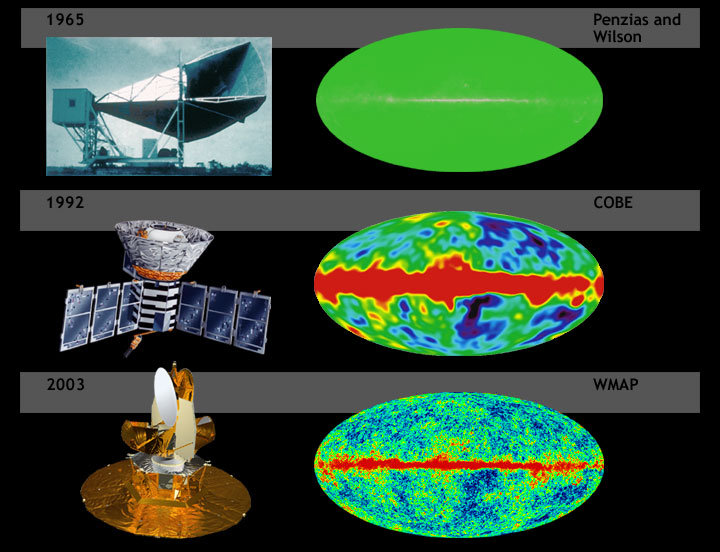
Augmentation de la précision de l'observation du Fond diffus cosmologique depuis 1965.

- Limite de Greisen-Zatsepin-Kuzmin

### Structures
« Selon moi, les champs profonds de Hubble font partie des images ayant eu jusqu'ici le plus grand impact sur la cosmologie observationnelle. Ces images impressionnantes nous plongent au cœur des profondeurs de l'espace et du temps. Elles ont permis aux astronomes d'apercevoir les premières étapes de la formation des galaxies, il y a plus de 10 milliards d'années. Elles sont l'un des héritages les plus précieux du télescope spatial Hubble. »

— Stefano Cristiani (en), The Hubble Deep Fields
- Champs profonds
- Filaments galactiques
- Bulles de vide

### Matière et énergie
- Matière
  - Matière baryonique
  - Matière noire
  - Matière exotique
- Énergie
  - Énergie sombre

## Types d'instruments
- observatoire astronomique
- observatoire de neutrinos
- détecteurs de rayons cosmiques.
- Large Synoptic Survey Telescope[16].
- SPICA[17].
- Planck[18],[19]

## Équipes de recherche en cosmologie observationnelle
- L'équipe Cosmologie Observationnelle de l'Institut de physique nucléaire de Lyon[20]
- Le Centre de Physique des Particules de Marseille[21]